# La Femme du saltimbanque
Pour plus de détails, voir Fiche technique et Distribution.
La Femme du saltimbanque est un film muet français réalisé par Georges Denola, sorti en 1911.
Le film est une adaptation de la pièce de théâtre Paillasse, d'Adolphe d'Ennery et Marc Fournier, créée le 9 novembre 1850 au Théâtre de la Gaîté, à Paris.

## Fiche technique
- Titre : La Femme du saltimbanque
- Titre de travail : Paillasse
- Réalisation : Georges Denola
- Scénario : d'après la pièce Paillasse d'Adolphe d'Ennery et Marc Fournier
- Photographie :
- Montage :
- Société de production : Société cinématographique des auteurs et gens de lettres (S.C.A.G.L.)
- Société de distribution : Pathé frères
- Pays d'origine :  France
- Langue : film muet avec les intertitres en français
- Métrage : 385 mètres
- Format : Noir et blanc — 35 mm — 1,33:1 — Muet
- Genre : Film dramatique
- Durée : 13 minutes
- Dates de sortie : 
  -  France : 17 février 1911

## Distribution
- Georges Dorival : le saltimbanque
- Georges Tréville : le duc de Bergue
- Marthe Mellot : la femme
- Émile Mylo
- Gaston Sainrat
- Paul Fromet
- Maurice Luguet
- Paul Polthy
- Blanche Dorival
- Édouard Delmy
- Céleste Faivre
- Lacombe
- Benoît